# 贝埃穆尼帕特纳姆
贝埃穆尼帕特纳姆（Bheemunipatnam），是印度安得拉邦Visakhapatnam县的一个城镇。总人口44156（2001年）。

## 人口
该地2001年总人口44156人，其中男性21657人，女性22499人；0—6岁人口4890人，其中男2367人，女2523人；识字率59.99%，其中男性为66.63%，女性为53.60%。